# Medalla del Jubileu d'Or de la Reina Victòria 1887

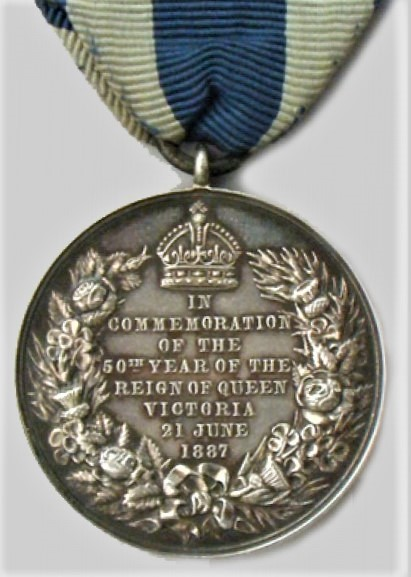
Revers

La Medalla del Jubileu d'Or (anglès: Golden Jubilee Medal) va ser instituïda el 1887 per Royal Warrant com a condecoració britànica per ser atorgada als participants de les celebracions del jubileu d'or de la reina Victòria.

## Història
La medalla es va encunyar per celebrar les noces d'or de la reina Victòria, el 50è aniversari del seu regnat. Es va atorgar als participants en les celebracions oficials, inclosos membres de la Família Reial, la Casa Reial i funcionaris del govern, així com enviats, ambaixadors estrangers i primers ministres colonials. Entre els receptors militars hi havia oficials, mariners i soldats seleccionats de la Royal Navy i l'Exèrcit, i els contingents indis i colonials, que van participar en activitats del jubileu, incloent-hi la desfilada de Londres i la Royal Naval Review a Spithead, on el comandant de cada vaixell va rebre la medalla de plata.
La medalla es portava al costat esquerre del pit, originalment després de la insígnia de les ordres i abans de les medalles de campanya. El novembre de 1918 es va canviar l'ordre de lluïment, i totes les medalles de coronació i jubileu ara es portaven després de les medalles de campanya i abans de les condecoracions per llargs serveis. Les dames podien portar la medalla a prop de l'espatlla esquerra amb la cinta lligada en forma de llaç.
Es va atorgar una Medalla del Jubileu d'Or de la Policia d'un disseny diferent als membres de les Forces Policials Metropolitanes i de la Ciutat de Londres en servei durant les celebracions del jubileu.

## Descripció
La medalla fa 30 mil·límetres (1,2 polzades) de diàmetre i es va atorgar en or (als membres de la Família Reial), plata (als oficials i a aquells de rang similar) i en bronze (a altres rangs seleccionats i a aquells de rang similar). A l'anvers , la reina Victòria es representa coronada i amb un vel que cau sobre la part posterior del cap i el coll, amb el text VICTORIA DG REGINA ET IMPERATRIX FD .
 El revers porta les paraules IN COMMEMORATION OF THE 50TH AY OF THE REIGN OF QUEEN VICTORIA • 21 JUNE 1887 (En commemoració del 50è Aniversari del regnat de la Reina Victòria – 21 de juny de 1887) dins d'una garlanda de roses, trèvol i cards. El bust de la reina Victòria a l'anvers va ser dissenyat per Sir Joseph Edgar Boehm i la corona del revers va ser dissenyada per Clemens Emptmayer, que va ser recomanat per Boehm.
La cinta és de color blau lligacama amb amples franges blanques cap a cada vora. La medalla es va atorgar sense nom.
Quan es va celebrar el Jubileu de Diamant de la reina Victòria 10 anys després, els titulars de la medalla de 1887 que van optar a la Medalla del Jubileu de Diamant van rebre una barra amb la inscripció "1897" per enganxar a la cinta de la seva medalla actual.